# Kader Bağları
Kader Bağları è un serial televisivo drammatico turco composto da 5 puntate, trasmesso su Fox dal 30 settembre al 28 ottobre 2023, con protagonisti Serkan Çayoğlu e Ayça Ayşin Turan.

## Trama
Kerem Sipahioğlu è un giovane e ricco imprenditore originario dell'Impero ottomano, mentre Sevda Güneş è una giovane ragazza figlia di una pescatrice. Il destino dei due si incrocia durante un viaggio a Montenegro, ma fin da subito entrambi sono di due mondi opposti.

## Episodi
| Stagione       | Episodi | Prima TV Turchia | Prima TV Italia |
| -------------- | ------- | ---------------- | --------------- |
| Prima stagione | 5       | 2023             | inedita         |

### Prima stagione (2023)
| n° | Titolo originale | Prima TV Turchia  |
| -- | ---------------- | ----------------- |
| 1  | 1. Bölüm         | 30 settembre 2023 |
| 2  | 2. Bölüm         | 7 ottobre 2023    |
| 3  | 3. Bölüm         | 14 ottobre 2023   |
| 4  | 4. Bölüm         | 21 ottobre 2023   |
| 5  | 5. Bölüm         | 28 ottobre 2023   |

## Personaggi e interpreti
- Kerem Sipahioğlu (episodi 1-5), interpretato da Serkan Çayoğlu.
- Sevda Güneş (episodi 1-5), interpretata da Ayça Ayşin Turan.
- Nüzhet Sipahioğlu (episodi 1-5), interpretata da Arzu Gamze Kılınç.
- Perihan Korkmaz (episodi 1-5), interpretata da Betül Çobanoğlu.
- Teoman (episodi 3-5), interpretato da Sinan Albayrak.
- Vedat Sipahioğlu (episodi 1-5), interpretato da Alptekin Serdengeçti.
- Fevziye Sipahioğlu (episodi 1-5), interpretata da Zeynep Köse.
- Savaş Tanyürek (episodi 1-5), interpretato da Mehmet Aykaç.
- Aliye Sipahioğlu (episodi 1-5), interpretata da Nazlı Bulum.
- Halil (episodi 1-4), interpretato da Yusuf Akgün.
- Dilber (episodi 1-5), interpretata da Aslı İçözü.
- Rana Hanoğlu (episodi 1-5), interpretata da Sanem Babi.
- Selim Karagöz (episodi 1-5), interpretato da Tolga İskit.
- Sultan (episodi 1-5), interpretata da Fulya Ülvan.
- Bahri (episodi 1-5), interpretato da Mete Ayhan.
- Mualla (episodi 1-5), interpretata da Müşerref Göksever.
- Nazar (episodi 1-5), interpretata da Şule Zeyren.
- Şehsuvar (episodi 1-5), interpretato da Ayhan Kızılsu.
- Memo (episodi 1-5), interpretato da Çınar Yükçeker.
- Naci (episodi 1-2), interpretato da Timur Ölkebaş.

## Produzione
La serie è diretta da Benal Tairi e Ersoy Güler, scritta da Sema Ali Erol, Mahir Erol, Türküler Özgül e Redife Zerener e prodotta da Süreç Film.

### Riprese
Le riprese sono state effettuate a Istanbul, Smirne (in particolare ad Alaçatı, Çeşme e Ildırı) e a Montenegro.

## Promozione
L'esordio della serie, previsto per il 30 settembre 2023, è stato annunciato il 18 settembre attraverso i profili social della serie, di Fox e della società di produzione Süreç Film. I primi promo sono stati rilasciati dal 1º settembre dello stesso anno e di conseguenza anche il poster della serie.